# Tratado de Brétigny

1365: Francia después de los tratados de Brétigny y de Guérande.
Territorios controlados por Eduardo III de Inglaterra antes del tratado
Territorios cedidos por Francia a Inglaterra por el tratado
Territorio del ducado de Bretaña, aliado de los ingleses
Posesiones de Carlos II de Navarra (no afectadas por el tratado)

El tratado de Brétigny (en francés: traité de Brétigny, también conocido como tratado de Calais, se concluyó el 8 de mayo de 1360, en el château de Brétigny, una aldea en la comuna de  Sours cerca de Chartres, entre los plenipotenciarios del rey Eduardo III de Inglaterra y los de Carlos V, hijo del rey Juan II el Bueno. Como precedente inmediato de este tratado están los Tratados de Londres (1358-1359) firmados poco antes.

## Contexto histórico

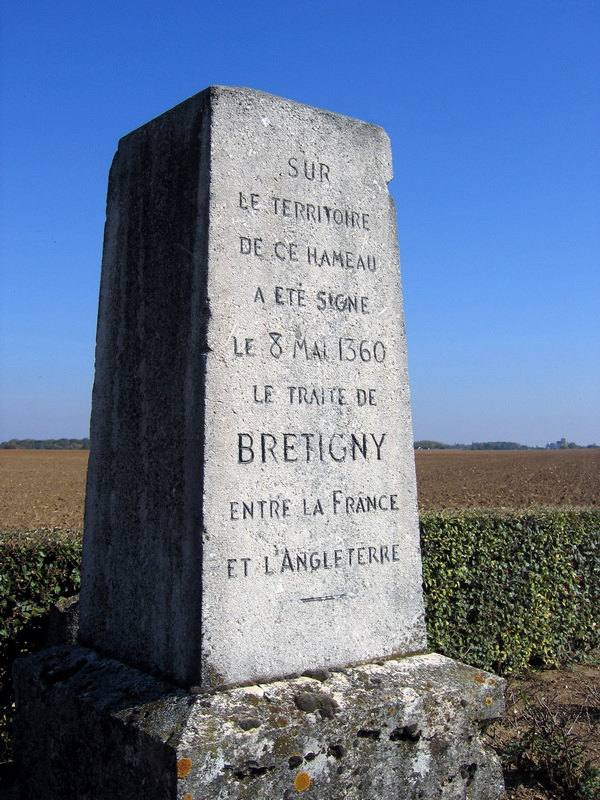
Estela del tratado de Brétigny, en la comuna de Sour (Eure-et-Loir).

El 24 de octubre de 1360, los reyes Juan II y Eduardo III, acompañados de sus primogénitos, ratificaron este acuerdo en Calais permitiendo una tregua de nueve años en la Guerra de los Cien Años.

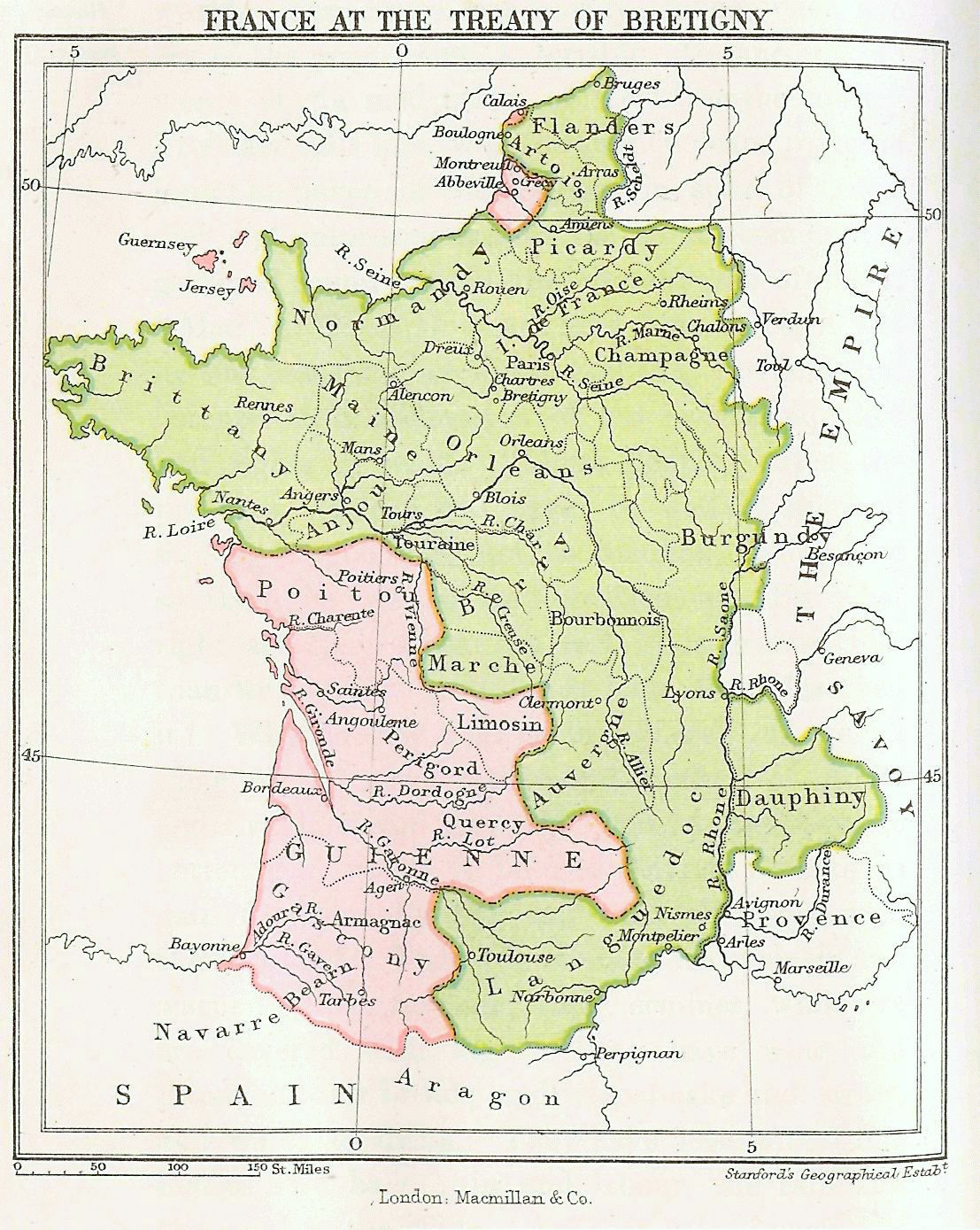
Los territorios ocupados por Francia (en verde) e Inglaterra (en rosa) tras la firma del Tratado.

Por el tratado de Brétigny, el rey Juan II el Bueno recuperó su libertad pero cedió a Inglaterra numerosos territorios, entre ellos Aquitania.
La paz de Brétigny puso fin al primer periodo (1337-1360) de la Guerra de los Cien Años. Los términos del tratado fueron en general favorables a Inglaterra: Eduardo III renunció al trono de Francia a cambio de una "Gran Aquitania" entre el Loira, los Pirineos y el Macizo Central, así como Calais y sus alrededores; también impuso un rescate de tres millones de escudos por la libertad de Juan II de Francia, capturado, con uno de sus hijos, Felipe II de Borgoña, en la batalla de Poitiers en 1356, y quien, posteriormente, volvió a su prisión inglesa poco antes de morir para no hacer frente al pago de su enorme rescate.
El tratado de Brétigny permitió al sucesor francés en el trono, Carlos V de Francia, dedicarse, ya con el reino en paz, a una amplia tarea de reconstrucción. La segunda fase de la guerra de los Cien Años comenzaría cuatro años más tarde con la batalla de Cocherel, librada el 16 de mayo de 1364 por una fuerza aliada del reino de Navarra y el reino de Inglaterra contra el Reino de Francia.